# Żołynia
Żołynia est une ville polonais de la Voïvodie des Basses-Carpates, dans l'est de Łańcut.
Entre 1975 et 1998, la ville était une partie de la région administrative de la capitale régionale de Rzeszów.
Dans la nuit du 24 au 25 avril 1943, la plus grande partie du combat de l'armée du circuit du Łańcut, à savoir le reflet des prisonniers de la détention à Żołynia.
Le 4 juin 1943, les Allemands ont tenté une pacification, dans lequel 14 personnes ont été tuées.